# Nikołaj Baryszew
Nikołaj Iwanowicz Baryszew (ros. Николай Иванович Барышев, ur. 25 listopada 1898 w Sterlitamaku w guberni ufijskiej, zm. 30 października 1937) – radziecki polityk, przewodniczący Komitetu Wykonawczego Saratowskiej Rady Obwodowej (1937).

## Życiorys
Służył w rosyjskiej armii, 1916 słuchacz Czystopolskiej Szkoły Chorążych, 1916 wstąpił do SDPRR(b), od 1917 kierownik czystopolskiego powiatowego oddziału edukacji narodowej, 1918–1919 przewodniczący powiatowego komitetu RKP(b) w Czystopolu. Od marca do czerwca 1921 sekretarz odpowiedzialny Tatarskiego Komitetu Obwodowego RKP(b), studiował w Instytucie Czerwonej Profesury, 1923–1924 sekretarz odpowiedzialny sumskiego komitetu okręgowego KP(b)U, później instruktor Czarnomorskiego Komitetu Okręgowego KP(b)U, a 1925–1926 sekretarz odpowiedzialny tego komitetu, 1926–1928 sekretarz odpowiedzialny Kubańskiego Komitetu Okręgowego WKP(b). Od grudnia 1928 do 31 marca 1930 sekretarz odpowiedzialny Jakuckiego Komitetu Obwodowego WKP(b), od 1930 pracował w KC WKP(b), później był zastępcą przewodniczącego Komitetu Wykonawczego Moskiewskiej Rady Obwodowej, kierownikiem Wydziału Kultury i Propagandy Leninizmu Moskiewskiego Komitetu Miejskiego WKP(b) i naczelnikiem Sektora Politycznego Ludowego Komisariatu Rolnictwa w Obwodzie Centralno-Czarnoziemskim. Od 25 stycznia 1935 do stycznia 1937 II sekretarz Saratowskiego Komitetu Krajowego WKP(b), od stycznia do lipca 1937 przewodniczący Komitetu Wykonawczego Saratowskiej Rady Obwodowej.
24 czerwca 1937 aresztowany, 29 października 1937 skazany na śmierć przez Wojskowe Kolegium Sądu Najwyższego ZSRR, następnie rozstrzelany. 26 maja 1956 pośmiertnie zrehabilitowany.